# Universidade Thammasat
A Universidade Thammasat (em tailandês มหาวิทยาลัยธรรมศาสตร์) é a segunda mais antiga instituição de ensino superior da Tailândia. Foi criada oficialmente em 27 de junho de 1934 para ser a universidade nacional da Tailândia, sendo originalmente chamada pelo seu fundador, Pridi Banomyong, de Universidade da Moral e Ciências Políticas, refletindo o fervor político da Tailândia na época. Ela iniciou com 7.094 alunos matriculados em seu primeiro ano acadêmico, estudantes de direito e de política. Em 2024 havia 42.928 estudantes nos diversos cursos, além de 2082 docentes.
O nome da universidade foi encurtado para seu nome atual pelo Conselho Revolucionário de 1947. A Universidade sempre esteve envolvida na política nacional tailandesa, contando com a maioria dos líderes políticos tailandeses entre seus graduados. Seu campus original em Tha Phra Chan (Cais da Lua em português) foi o local da revolta de 14 de outubro de 1973 e do massacre de 06 de outubro de 1976.
Em 1960, ela se tornou a primeira universidade na Tailândia a exigir exames de ingresso para a admissão. A Thammasat hoje oferece mais de 240 programas acadêmicos em 23 faculdades e institutos diferentes localizadas em quatro campi. Ao longo dos quase 90 anos desde a sua fundação, a Universidade Thammasat evoluiu de uma universidade aberta que oferecia apenas os cursos de Direito e Política para uma universidade de prestígio internacional com diversos níveis de graus acadêmicos em diversas áreas e disciplinas. Ela já formou mais de 300 mil estudantes de graduação e pós-graduação que muito contribuíram para o desenvolvimento e progresso da sociedade tailandesa e da nação. Ex-alunos da universidade incluem diversos Primeiros-ministros, líderes políticos e figuras do governo, presidentes da Suprema Corte, oficiais de justiça, e a maioria dos governadores de cidades.
O campus da universidade em Bangkok fica em Phra Nakhon em frente ao cais da lua (ท่าพระจันทร์ em tailandês) às margens do rio Chao Praya, o que dá nome ao campus.  O local fica na proximidade de muitos destinos turísticos, tais quais o Grande Palácio, o Templo do Amanhecer e o templo Wat Pho. O campus de Rangsit, onde a maioria dos cursos de graduação são agora ofertados, está no Khlong Luang, Pathum Thani. Lá se encontram diversas novas instalações esportivas que foram construídas para os Jogos Asiáticos de 1998, dentre elas o  Estádio Thammasat, com capacidade para 25 mil pessoas. A Thammasat tem campi regionais menores em Lampang, Pattaya, Narathiwat e Udon Thani. 

## Faculdades e cursos de graduação
A Universidade Thammasat está dividida entre os seguintes institutos e faculdades
- Campus da universidade em Tha Phra Chan (Cais da Lua). Prédio da Torre do Domo.
- Faculty of Law

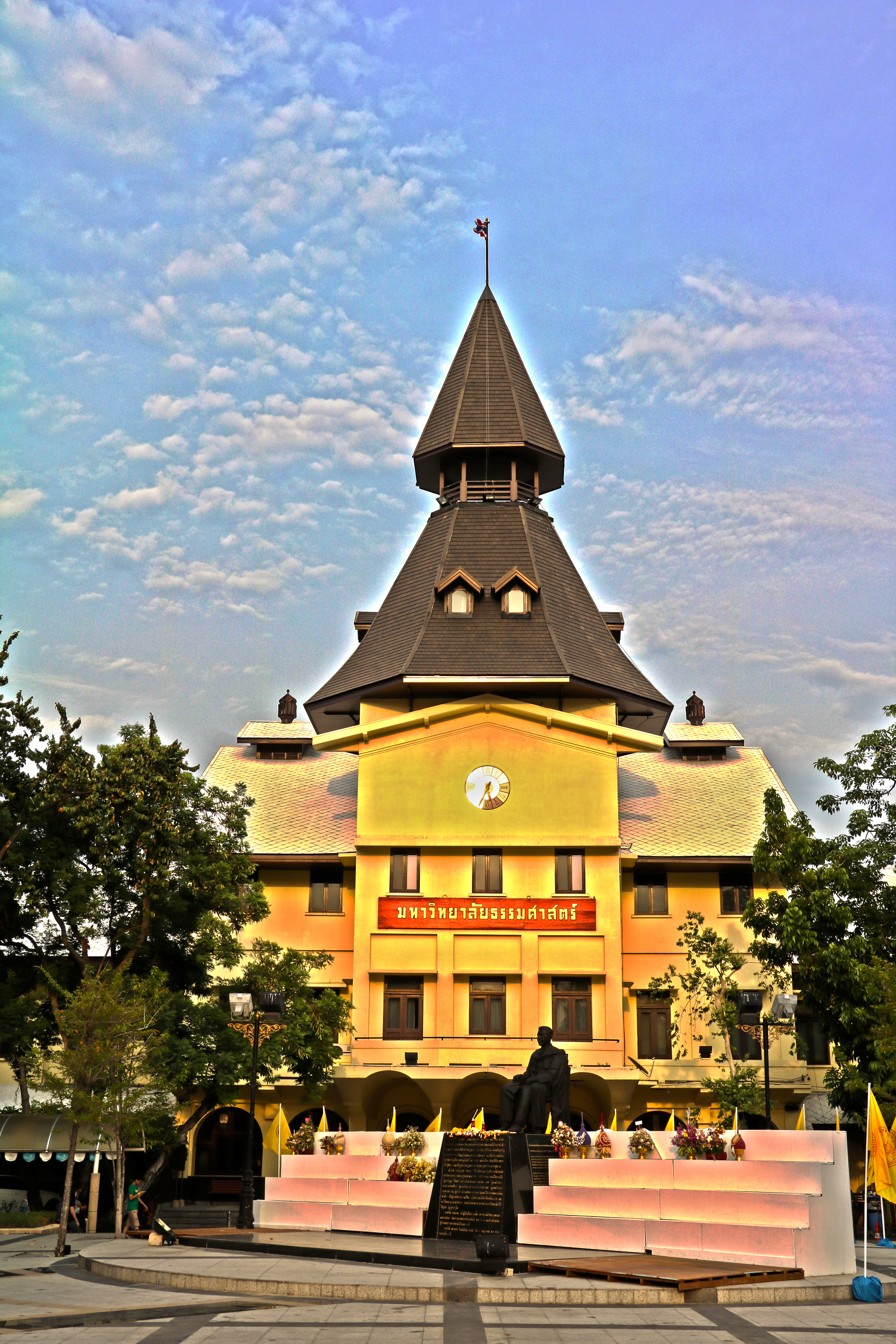
Campus da universidade em Tha Phra Chan (Cais da Lua). Prédio da Torre do Domo.

- Faculty of Commerce and Accountancy
- Faculty of Political Science
- Faculty of Economics
- Faculty of Social Administration
- Faculty of Journalism and Mass Communication
- Faculty of Sociology and Anthropology
- Puey Ungphakorn School of Development Studies
- College of Innovation
- College of Interdisciplinary Studies
- Pridi Banomyong International College
- Faculty of Learning Sciences and Education
- School of Global Studies
- Faculty of Liberal Arts
- Faculty of Fine and Applied Arts
- Faculty of Science and Technology
- Faculty of Engineering
- Faculty of Architecture and Planning
- Sirindhorn International Institute of Technology
- Faculty of Medicine
- Faculty of Dentistry
- Faculty of Allied Health Sciences
- Faculty of Nursing
- Faculty of Public Health
- Faculty of Pharmacy
- Chulabhorn International College of Medicine, and Language Institute

## Política

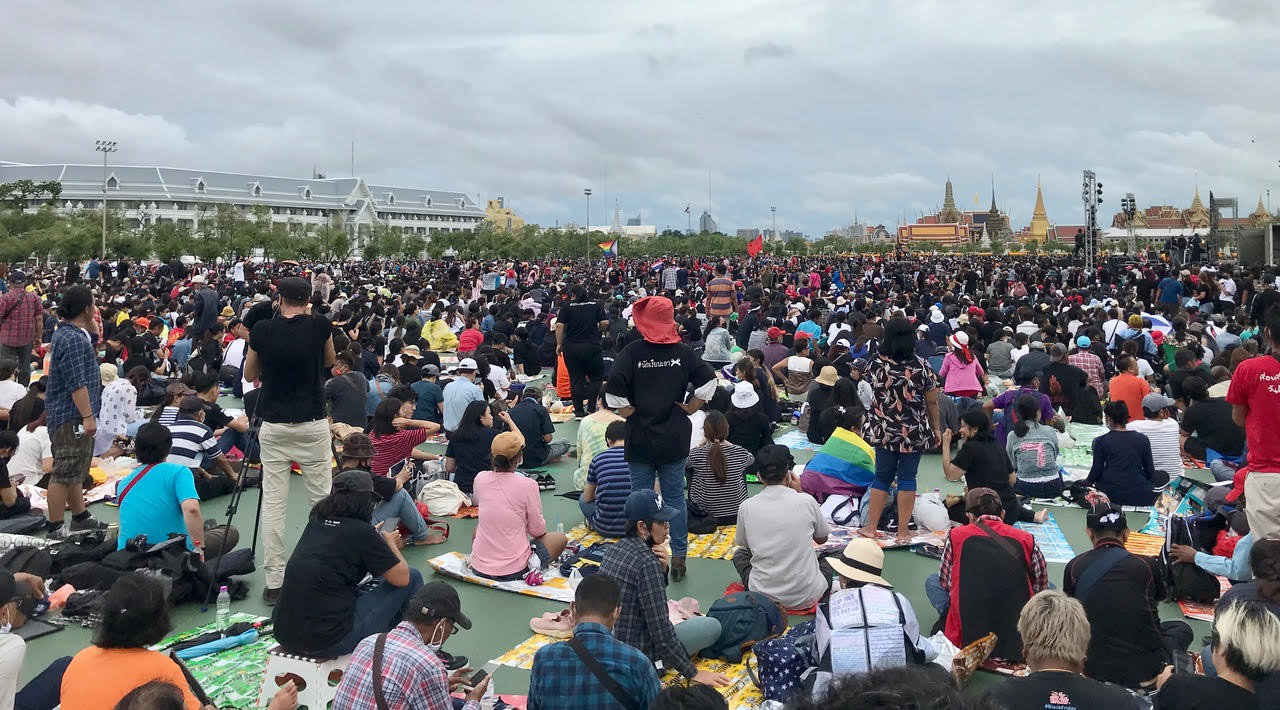
Protesto em favor da democracia em frente ao campus do cais da lua da Universidade Thammasat, 19 de setembro de 2020.

A Thammasat é conhecida por ser a universidade tailandesa mais à esquerda no plano político. Seus alunos estiveram envolvidos nos grandes acontecimentos políticos da Tailândia ao longo do último século. Recentemente, nos protestos de 2020, a organização "แนวร่วมธรรมศาสตร์และการชุมนุม - United Front of Thammasat and Demonstration" (Aliança da Thammasat e Manifestações em português) foi uma das líderes de convocação para os protestos de rua. 
O engajamento político da universidade em prol da justiça e igualdade sociais ficou conhecido como “Espírito Thammasat” (จิตวิญญาณธรรมศาสตร์ em tailandês). O Espírito Thammasat representa a vocação da universidade - desde a sua fundação em 1934 - em lutar a favor da igualdade na sociedade, o que pode ser constatado através do contínuo envolvimento da instituição nos confrontos políticos pela igualdade social e política ao longo de décadas, especialmente quando se reivindica o efetivo estabelecimento da democracia na Tailândia. 

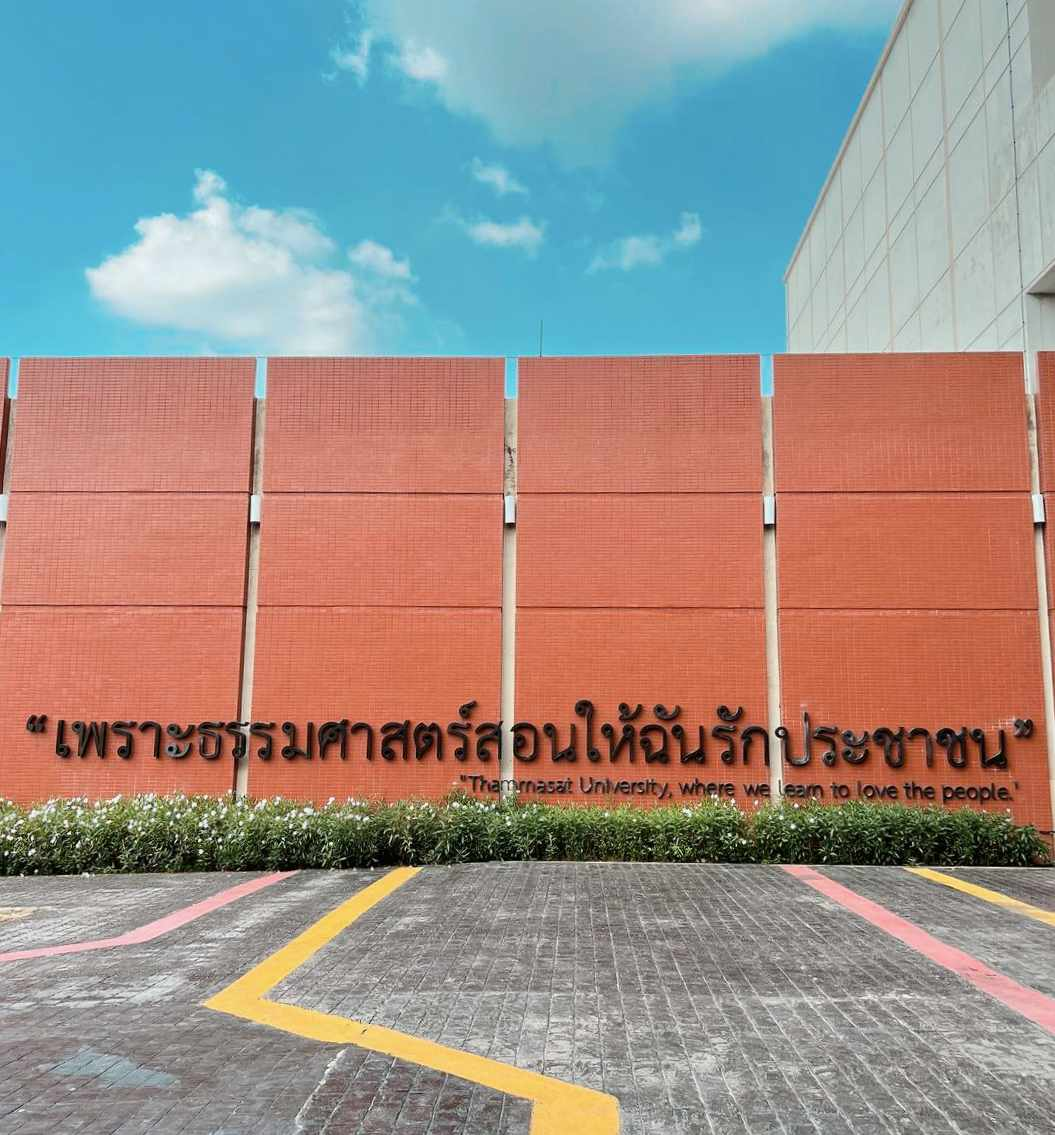
Lema da Universidade em tailandês e inglês, Campus de Rangsit.

A universidade foi criada pelo primeiro governo da era moderna pós-absolutista com o objetivo de fornecer educação acadêmica em política e governo para o público em geral, conforme anunciado na Lei Política B.E. 2476 que diz: “Considerando que a Câmara dos Representantes aconselhou que quando há uma monarquia constitucional é conveniente fornecer urgentemente educação nos assuntos de Dharma [Lei] e Política para o nível universitário em um país civilizado (...) Portanto, é conveniente estabelecer uma universidade especial de ciências naturais e política” .
O Espírito Thammasat foi resumido na célebre frase de Kulab Saipradit (mais conhecido pelo pseudônimo de Siburapha), um famoso escritor tailandês que disse "Eu amo a Thammasat porque a Thammasat me ensina a amar as pessoas". Esta frase tornou-se lema da universidade e passou a ser adotada pelos estudantes como forma de comprometimento com o povo e com a igualdade. Quando o novo Centro de Ciências Sociais - que reúne os cursos de Humanidades - foi erguido no campus de Rangsit, essa frase foi inscrita em frente ao portão principal em duas versões, uma em tailandês e outra em inglês.    

## Sustentabilidade

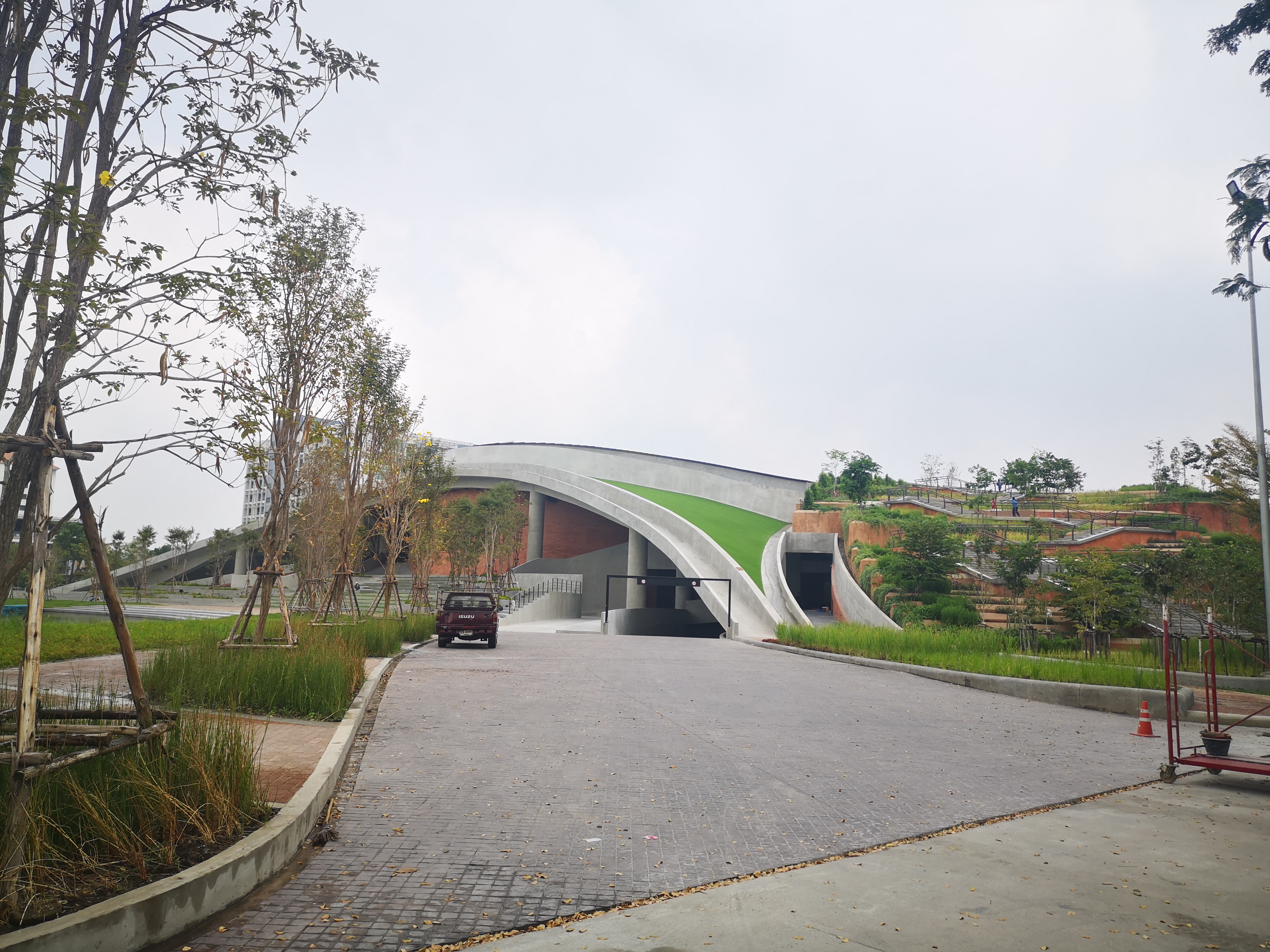
O Grande Salão e Parque do Centenário de Puey Ungphakorn, situado no Campus de Rangsit, abriga uma fazenda em seu topo, a maior fazenda urbana do sudeste da Ásia.

A Universidade Thammasat tem se destacado pela sua preocupação com o meio-ambiente. Os Objetivos de Desenvolvimento Sustentável (ODS) das Nações Unidas orientam os projetos ecológicos e sustentáveis da universidade. Foi estabelecido um comitê para formular políticas sobre os ODS presidido pela própria reitora da universidade, a professora associada Gasinee Witoonchart. Também foi criado um grupo de trabalho que funciona como um mecanismo para impulsionar as metas de desenvolvimento sustentável nos campi da instituição, fornecendo diretrizes para todas as faculdades e também fornecendo orçamentos e recursos para apoiar a formulação de políticas sustentáveis.
O Times Higher Education Impact Rankings 2022, a respeito do desempenho da universidade em alcançar os ODS, classificou o desempenho da Thammasat com a pontuação geral de 83,6, colocando-a na faixa de classificação 101–200 dentre 1.406 instituições em todo o mundo, o que é um grande aumento em relação à classificação em 2021, cuja pontuação geral fora de 53,6 na faixa de classificação global 601–800.

## Museus

### Museu Thammasat de Antropologia
O Museu de Antropologia Thammasat fica no Campus de Rangsit. É fruto de um projeto iniciado pela Faculdade de Sociologia e Antropologia em 1986, quando foram recebidos artefatos do projeto de escavação de Ban Chiang em Ban Om Kaeo e Ban That em Udon Thani, liderado pelo Professor Sumitr Pitiphat entre 1972 e 1974. Todas as antiguidades e objetos culturais expostos no museu foram compilados pela Faculdade de Sociologia e Antropologia, desde os que já pertenciam anteriormente à faculdade, aos que foram posteriormente doados, caso da doação do Dr. Winit Winitnaiyaphak em 1987, por exemplo.

### Museu do Hall da Fama
O Hall da Fama da Universidade Thammasat conta a história da Universidade Thammasat desde o seu início até o presente, começando com o “desenvolvimento da área de Tha Prachan antes do estabelecimento da Universidade de Moral e Ciências Políticas”. O interior da exposição está dividido em 5 seções, intituladas “A Era do Estabelecimento da Universidade”, “A Era da Transformação da Educação antes do Fim do Mercado do Conhecimento”, “A Era da Luta Ideológica e da Restauração”, “A Era da Expansão da Educação ”, e “Câmara da Fama da Universidade Thammasat”, que apresenta ao público, principalmente, a trajetória do professor Pridi Banomyong, do professor Sanya Dharmasakti e do professor Puey Ungphakorn, que estão entre os principais nomes históricos associados à Thammasat. O Hall da Fama da Universidade Thammasat foi inaugurado em 10 de dezembro de 2005. Localiza-se no Campus do Cais da Lua, terceiro andar do prédio da torre do Domo.

## Rankings
O Times Higher Education (THE) Impact Rankings de 2023 sobre as instituições que impulsionam os Objetivos de Desenvolvimento Sustentável (ODS) classificou a Universidade Thammasat no 7º lugar do Objetivo ODS 5 (Igualdade de Gênero) entre 1.081 instituições educacionais em todo o mundo, o que a coloca como a número 1 nesse quesito na Tailândia.
Foi classificada como a de No.600 do mundo pelo ranking QS 2024.

## Galeria de fotos

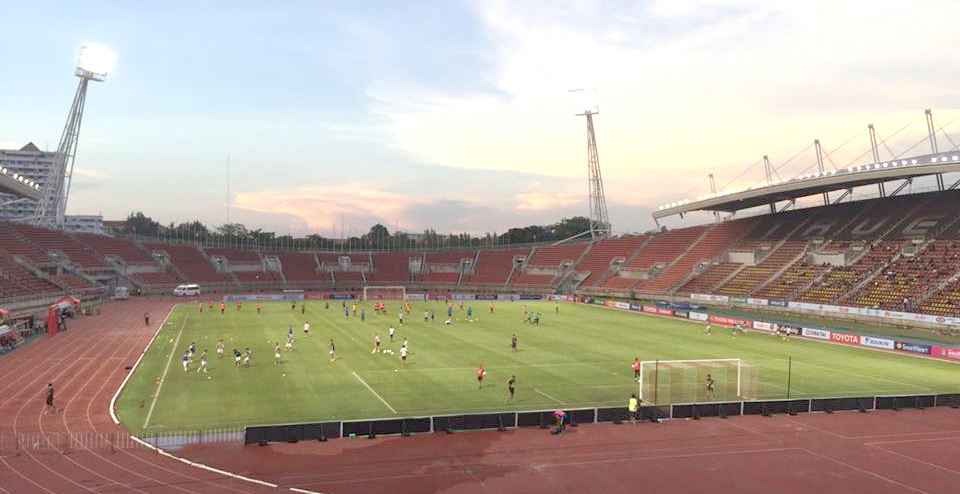
Estádio de futebol da Universidade Thammasat, Campus de Rangsit

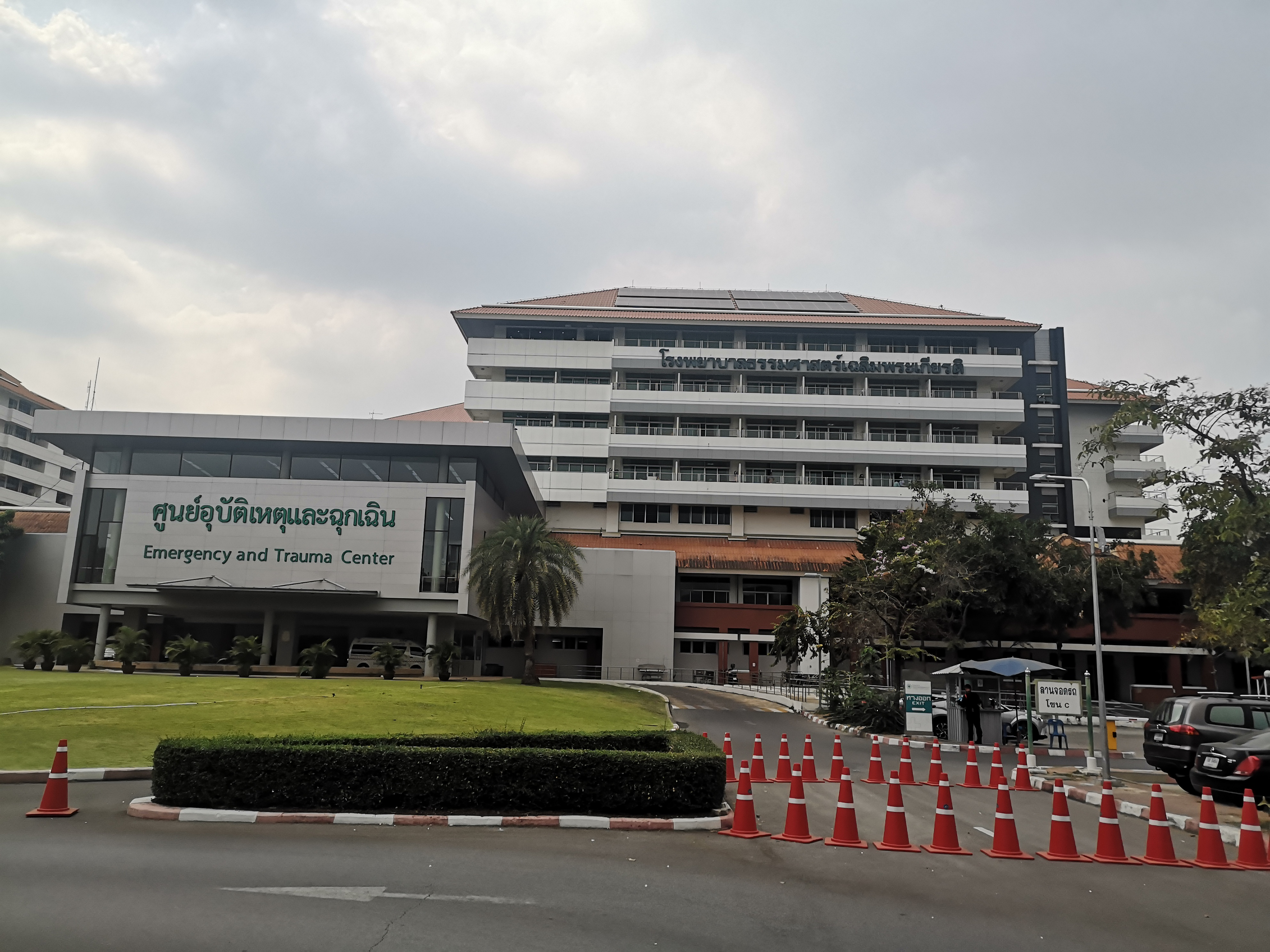
Hospital Universitário, Campus de Rangsit

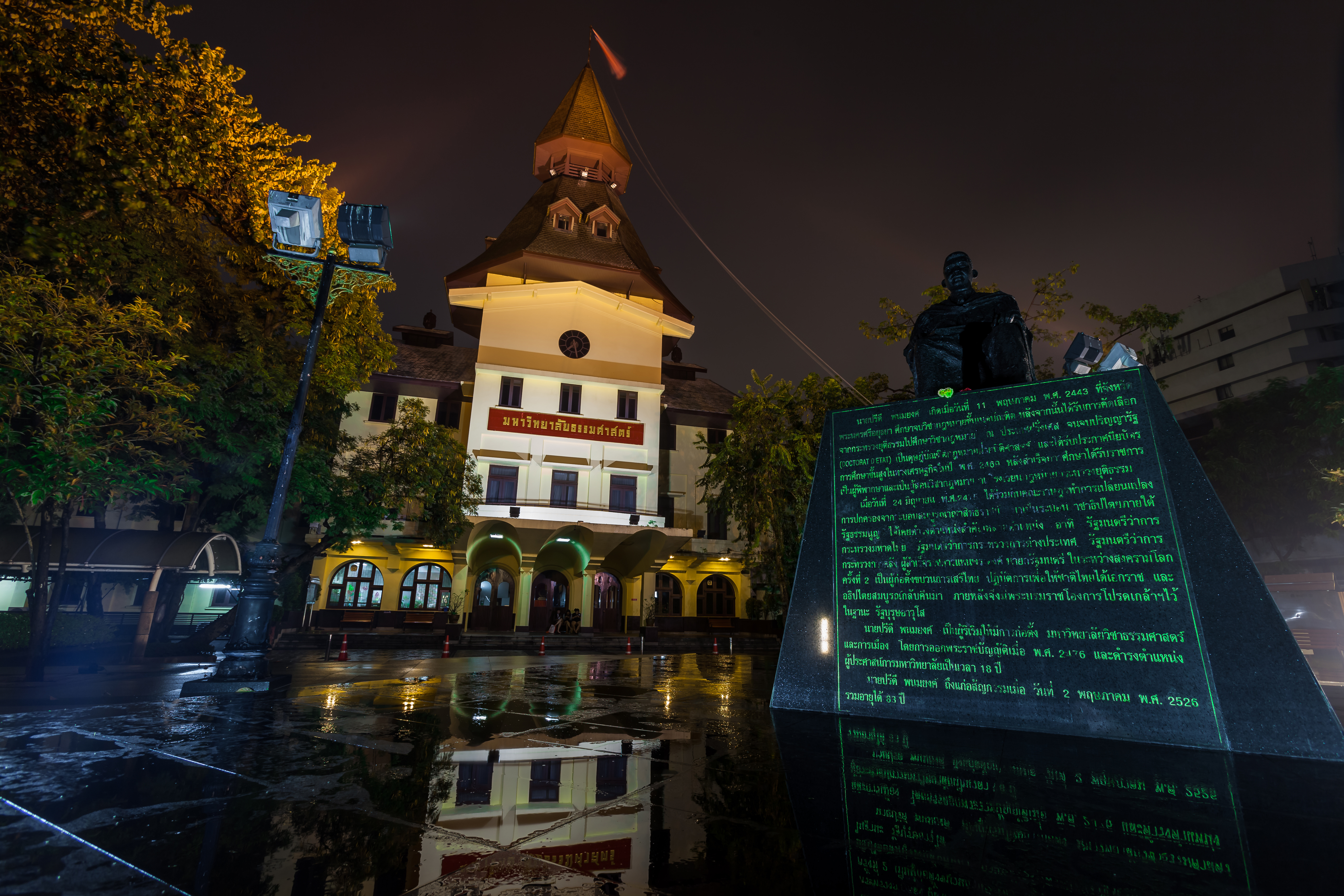
O Campus do Cais da Lua visto de noite.

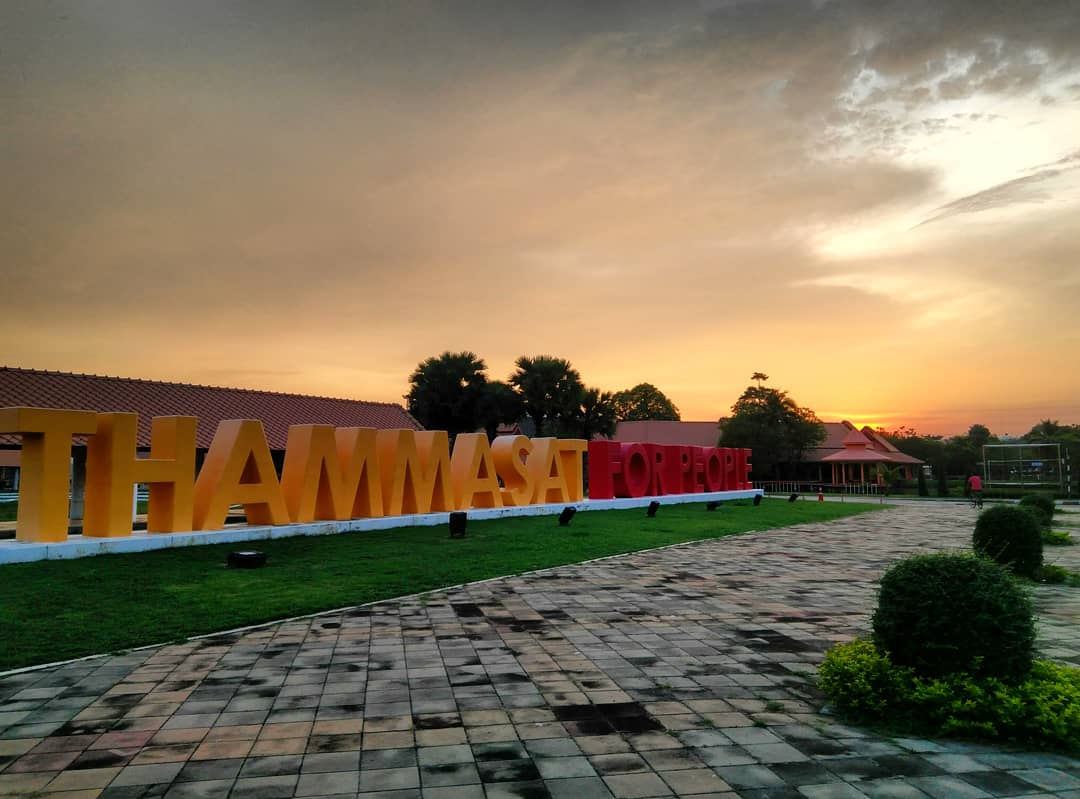
Campus de Rangsit

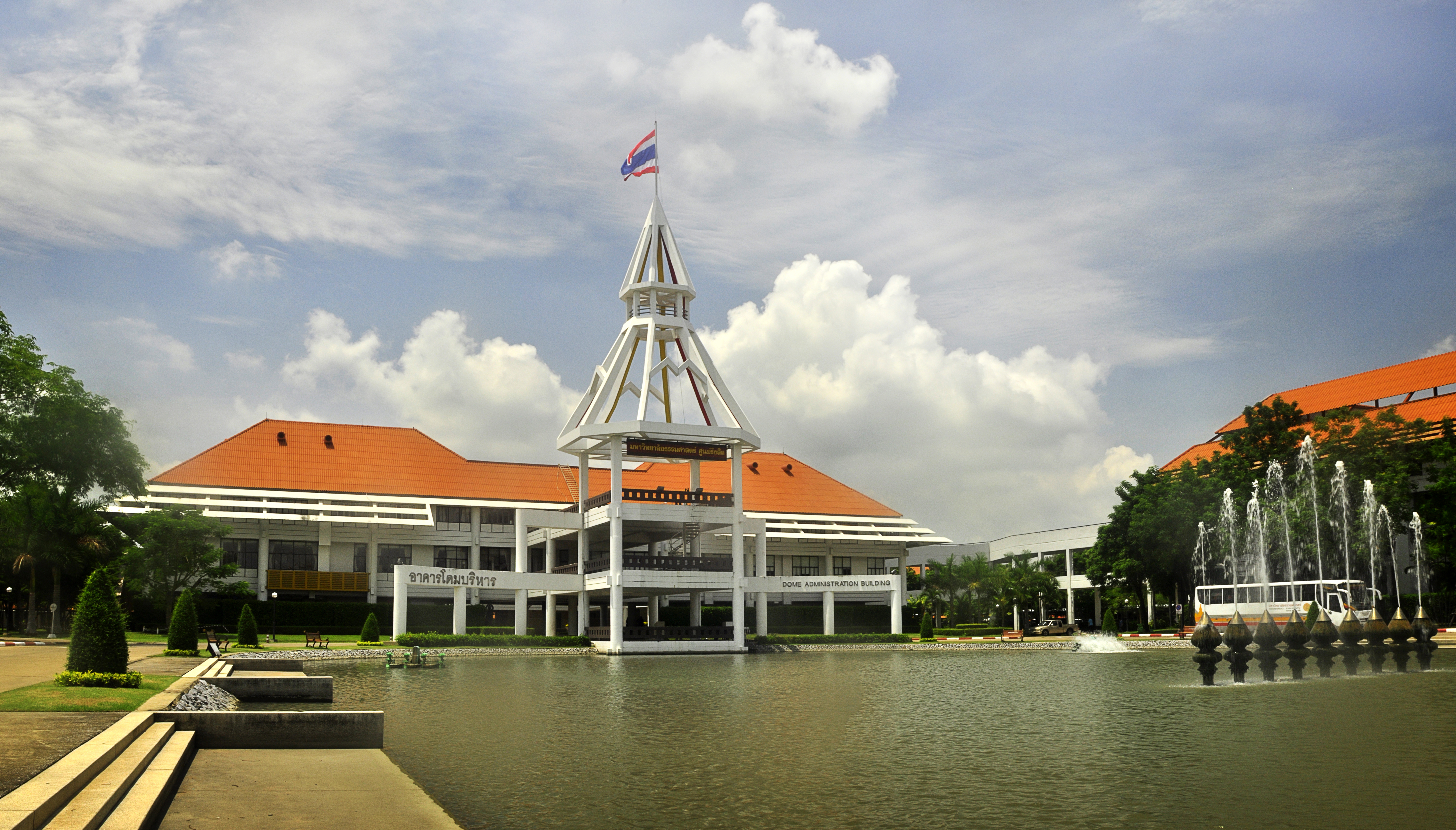
Reitoria da Universidade Thammasat, Rangsit.

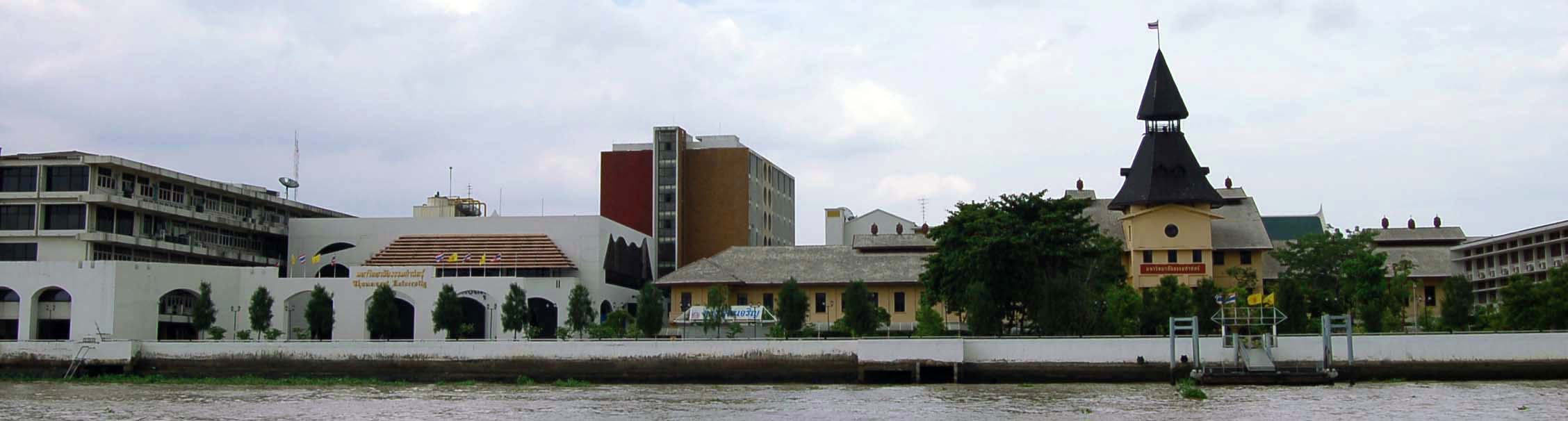
Campus do Cais da Lua visto do rio Chao Phraya.